# Chiesa di San Pietro Apostolo (Solarussa)
La chiesa di San Pietro apostolo è un luogo di culto situato a Solarussa, centro abitato del Campidano di Oristano, in Sardegna. Consacrata al culto cattolico il 24 giugno del 1835, è sede dell'omonima parrocchia e fa parte dell'arcidiocesi di Oristano.
La chiesa, risalente al XIX secolo, si affaccia in uno slargo della via Parrocchia a fianco della chiesa delle Anime e del vecchio cimitero del paese. L'interno si presenta con tre navate e otto cappelle.
La chiesa custodisce due dipinti settecenteschi del pittore romano Pietro Angeletti raffiguranti: il primo san Pietro liberato da un angelo dal carcere Mamertino e il secondo una colomba che ispira san Gregorio Magno.

## Galleria d'immagini

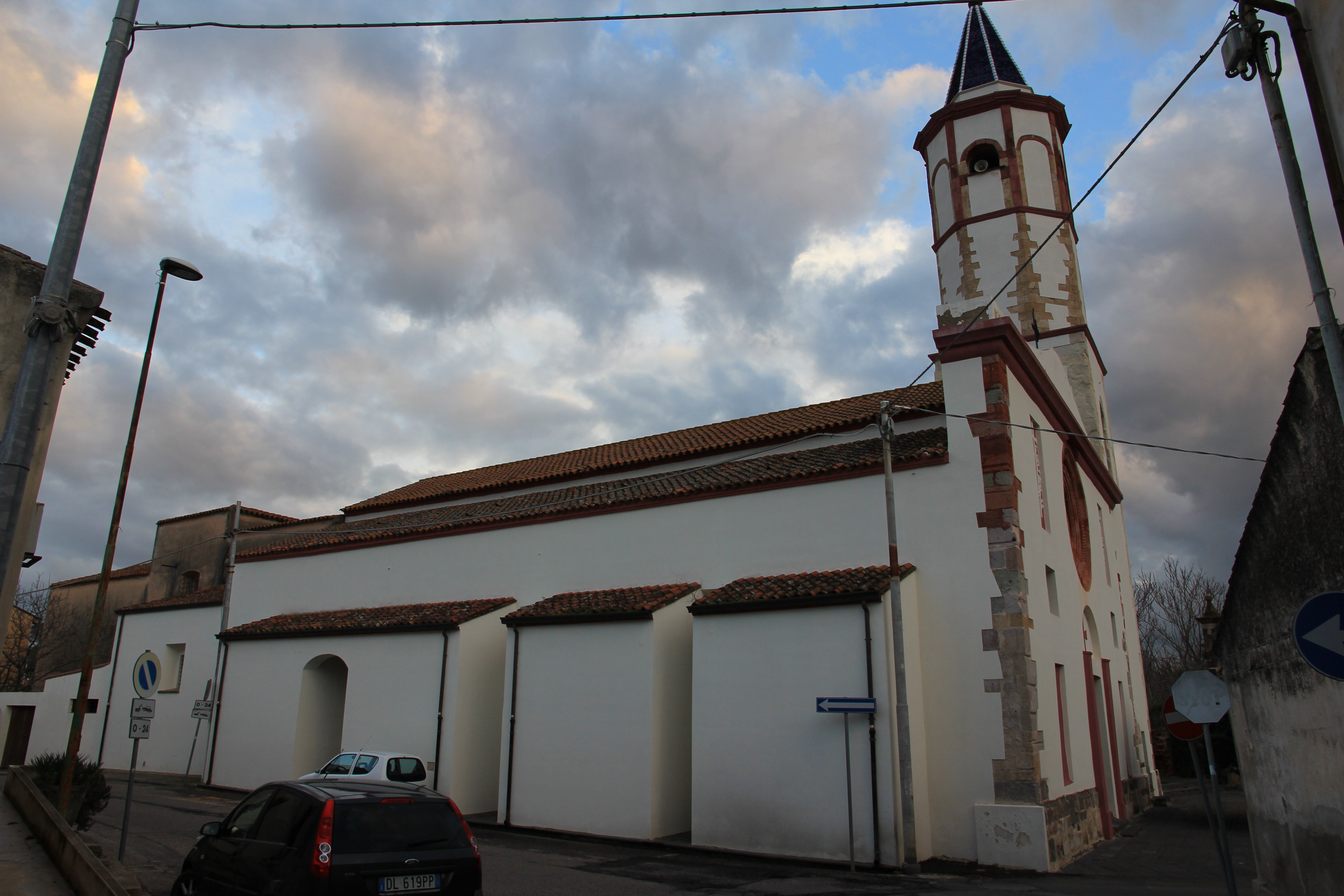
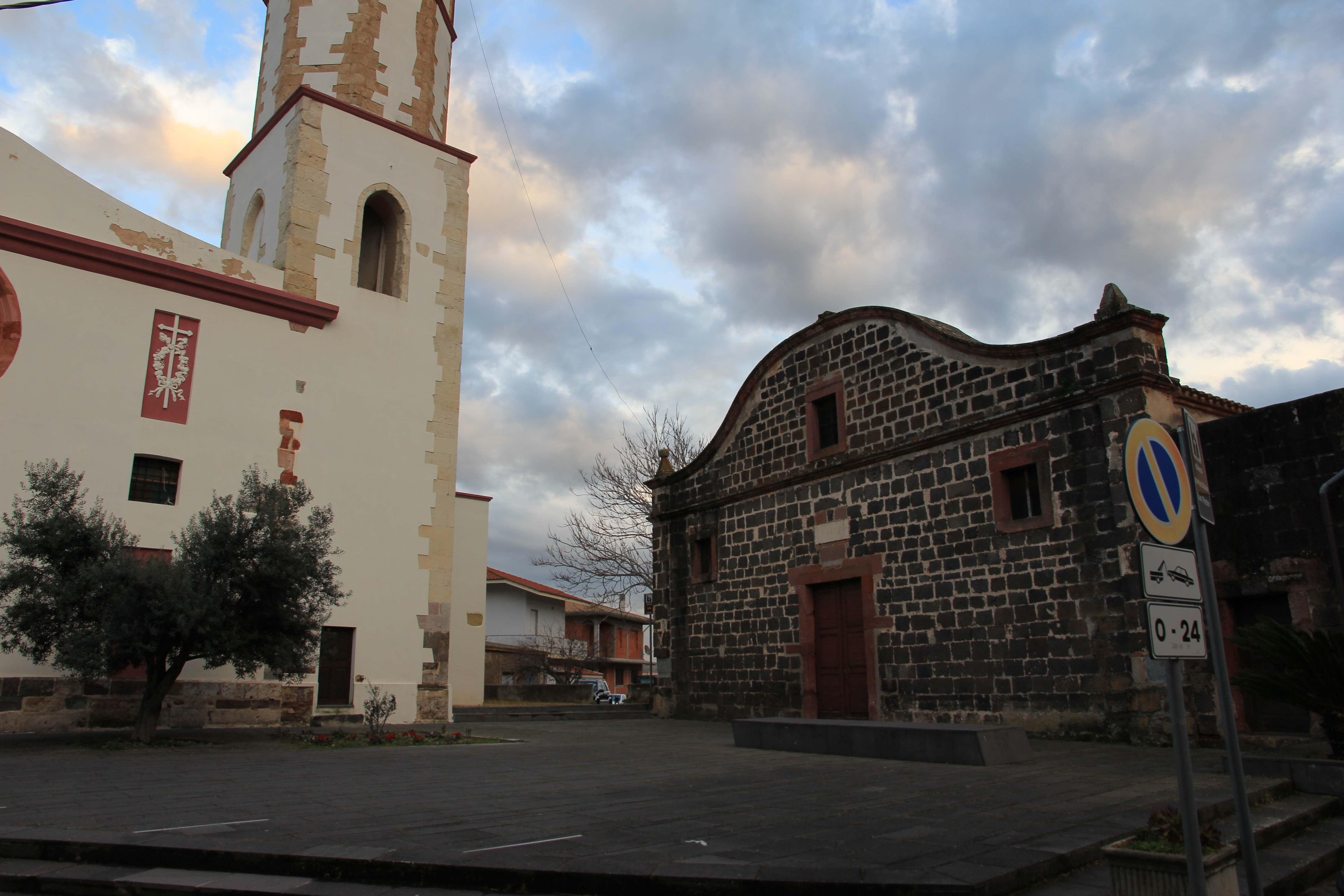
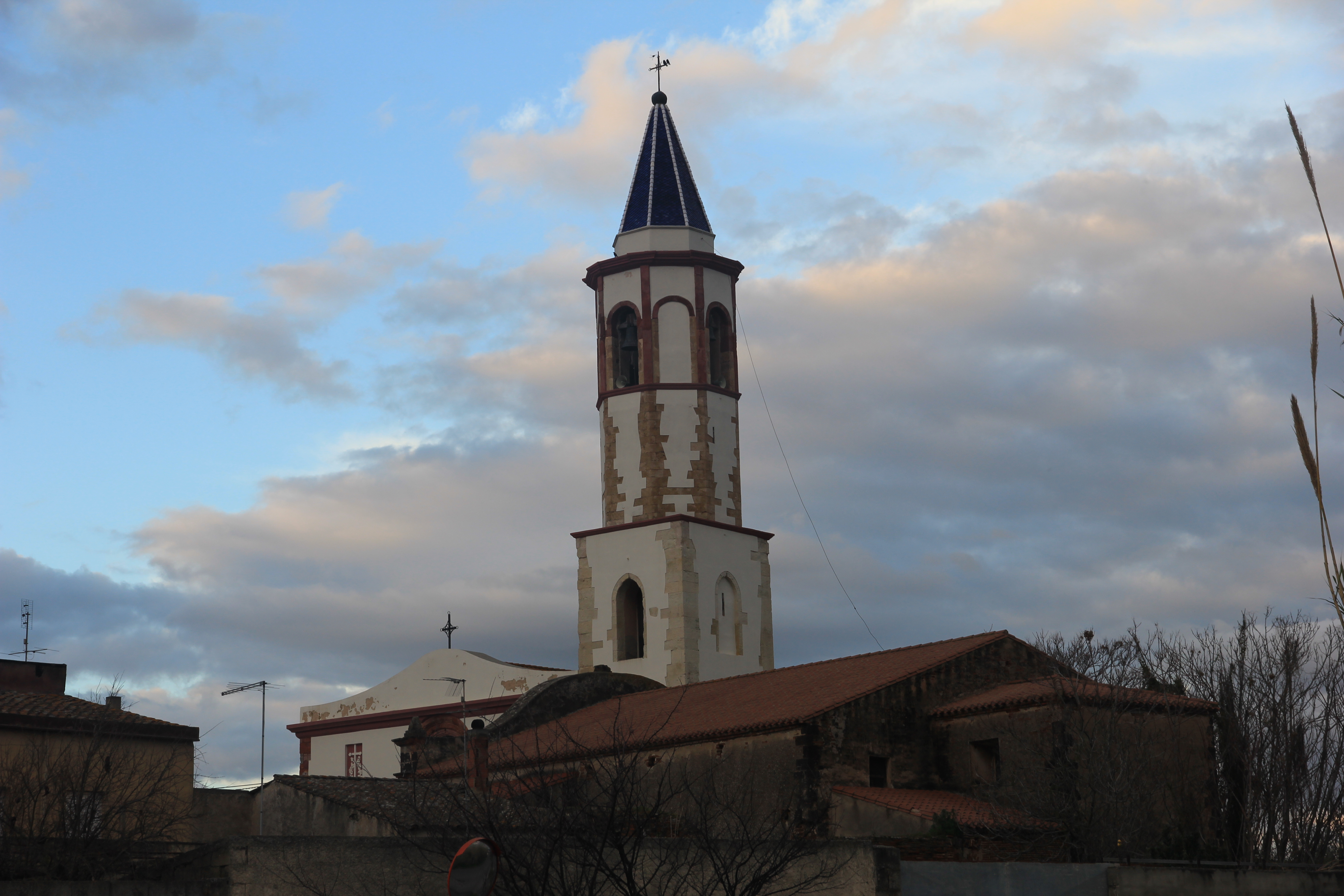